# Devil ANTHEM.
Devil ANTHEM.（デビルアンセム）は、2014年に結成された女性アイドルグループである。エイジアプロモーション所属、所属レーベルはVictor Entertainment。略称はデビアン。

## 概要
エイジアプロモーションとしては初のアイドルグループ。
〜 2017年12月31日
「悪魔の聖歌」という名前の意味のごとく、女の子の持つ天使と悪魔の二面性をコンセプトに活動。最後の「.(ピリオド)」にはデビルアンセムをもって、このアイドル業界に終止符を打つ!という意味が込められている。
2018年1月1日 〜
「沸ける正統派アイドル」をコンセプトに活動。キャッチコピーは「Make Some Noise」。

## 略歴
2014年
12月28日、グループ初披露。
2015年
4月5日、初期メンバーのLIM.が卒業。
4月29日、新メンバーとしてAI.が加入。
6月30日、タワーレコードが新たに設立したアイドル専門レーベル「youthsorce records」の第1弾アーティストとなる。
8月4日、デビューシングル「Devil ANTHEM. 〜キミのハートを征服中〜」をリリース。
12月27日、デビュー1周年となる「Devil ANTHEM.1st Anniversary LIVE」を開催。
2016年
6月26日、初期メンバーのRIRIKA.が卒業。
7月3日、新メンバーとしてYUME.KAEDE.が加入。
8月7日、TOKYO IDOL FESTIVAL 2016に初出場。
9月25日、@JAM×ナタリー EXPO 2016に初出場。
12月28日、デビュー2周年となる「Devil ANTHEM. 2nd Anniversary ONE MAN LIVE『EASTER』」を開催。
2017年
3月26日、初の主催イベント「デビアンフレンドパーク」を開催。
4月18日、1stアルバム「Fever」をリリース。
7月30日、初期メンバーのNANOHA.が卒業。
8月5日、新メンバーとしてAIRI.が加入。
11月12日、「Devil ANTHEM. ワンマンライブ『冬の聖歌祭り』」を開催。
12月3日、初期メンバーのSATSUKI.が卒業。
12月15日、グループ内ユニット・KAEDE.とYUME. from Devil ANTHEM.の初オリジナル楽曲「Fill in the blanks」の音源をYouTubeで公開。
12月30日、デビュー3周年となる「デビアンフレンドパーク2～デビアン3周年記念スペシャル～」を開催。
2018年
4月7日・8日・14日、「Devil ANTHEM. 春の東名阪ONE MAN TOUR『桜前線ツアーだったら花吹雪』」を開催。
9月30日、「Devil ANTHEM. ONE MAN LIVE『THE NEXT STAGE』」を開催。
10月8日、AI.が卒業。
10月13日、新メンバーとしてAKIRA.が加入。
12月16日、「Devil ANTHEM. ONE MAN LIVE『Enter awake mode』」を開催。
2019年
4月6日・7日・21日、「Devil ANTHEM. 春の東名阪ONE MAN TOUR 2019『春花咲カセル時キタル』」を開催。
11月17日、「Devil ANTHEM. ONEMAN LIVE 『It's a brand new day』」の振替公演を開催。
12月28日、デビュー5周年となる「Devil ANTHEM. 5th Anniversary ONEMAN LIVE “未来とは、今である～The future is now.～”」を開催。
2020年
2月23日、『Devil ANTHEM. “Revenge” ONEMAN LIVE 待たせたな！Veats!!』を開催。
7月18日・23日・8月8日・16日、『Devil ANTHEM. Hang Out With Sound TOUR』を開催。
8月26日、タワーレコード新宿店発のアイドル企画「NO MUSIC, NO IDOL?」のキャンペーンポスター第223弾に登場。
9月21日、「Devil ANTHEM. Hang Out With Sound TOUR FINAL 東京追加公演」を開催。
12月24日、「Devil ANTHEM. 6th Anniversary ONE MAN LIVE 『デビタゴン祭』」を開催。
2021年
4月26日、新メンバーとして藤澤ひよりが加入。
3月28日・5月1日・3日・16日・6月5日 、「Devil ANTHEM. SPRING TOUR 2021 『Our Time Is Coming』」を開催。
7月6日 、初の冠ラジオ番組「でびラジ」がスタート。
8月5日 、「Devil ANTHEM. SPRING TOUR 2021『Our Time Is Coming 東京追加公演』」を開催。
12月24日、「Devil ANTHEM. 7th Anniversary ONE MAN LIVE『デビタゴン祭2021』」を開催。
2022年
2月15日、シングル「Reflect Winter」をリリース、テレビ朝日「お願い！ランキング」2月度エンディングテーマに起用。
3月27日、4月3日・9日・24日・29日、5月4日・13日・15日、『Devil ANTHEM. SPRING TOUR 2022』を開催。
9月25日、『Devil ANTHEM. SPRING TOUR 2022 東京追加夏公演 燃晩夏』を開催。
9月30日、藤澤ひよりが卒業。
12月4日、「Devil ANTHEM. 8th Anniversary ONE MAN LIVE 『でび野音祭2022』」を開催。
2023年
3月26日、4月1日・2日・30日、5月7日、6月17日 、「Devil ANTHEM. SPRING TOUR 2023」を開催。
5月、水野瞳、その翌週には竹本あいりが各々集英社『週刊プレイボーイ』で初の水着グラビア掲載。5月31日にビクターエンタテインメントよりシングル『ar』でメジャーデビュー。
6月27日 、「Devil ANTHEM. SPRING TOUR 2023 FINAL東京公演 『晩春到夏～春終わり夏来たる日～』」を開催。
12月29日 、「Devil ANTHEM. 9th Anniversary ONE MAN LIVE 『陽花歌歌』」を開催。
2024年
1月2日、12月をもって活動休止する予定であることを発表した。
3月10日、4月21日・27日・28日、5月4日・6日・18日・25日・26日、6月8日 、「Devil ANTHEM. 10th Anniversary Year SPRING→SUMMER TOUR 2024」を開催。
6月27日 、「Devil ANTHEM. 10th Anniversary Year SPRING→SUMMER TOUR 2024 FINAL TOKYO『十年十夏（じゅうねんとなつ）』」を開催。
9月、TIF×SPA!のコラボ企画「真夏のアイドル頂上決戦」にて6組のアイドルグループを退け、竹本あいりが1位となり、11月19日発売の『SPA!』（扶桑社）にて、メンバー全員で表紙を担当。
12月27日 、TOKYO DOME CITY HALLでラストライブ『Devil ANTHEM. 10th Anniversary ONE MAN LIVE「Miraculous Trajectory～すべてが奇跡だった～」』を開催し、活動休止。
2025年
2月2日 、公式Xのアカウントにおいて竹本あいりの卒業（卒業公演無し）と、新メンバー加入を加えた新体制での活動再開を告知。
2月23日 、公式Xのアカウントにおいて、新メンバーとして塩崎めいさと矢吹寧々の2名を加えることを発表。3月23日に新体制でのお披露目ライブを開催することを告知。

## メンバー

### 現在のメンバー
| 名前                           | 誕生日                 | 血液型 | 備考                                            |
| ------------------------------ | ---------------------- | ------ | ----------------------------------------------- |
| 竹越くるみ （たけこし くるみ） | 2003年1月7日（22歳）   | A型    | - 竹越くるみ from Devil ANTHEM. - S.T.O         |
| 橋本侑芽 （はしもと ゆめ）     | 2003年4月18日（22歳）  | A型    | ・ゆめかえで - KAEDE.とYUME. from Devil ANTHEM. |
| 安藤楓 （あんどう かえで）     | 2003年10月2日（21歳）  | O型    | ・ゆめかえで - KAEDE.とYUME. from Devil ANTHEM. |
| 水野瞳 （みずの あきら）       | 2003年12月14日（21歳） | B型    | - 元PREDIANNA                                   |
| 塩崎めいさ （しおざき めいさ） | 2006年1月20日（19歳）  | A型    |                                                 |
| 矢吹寧々 （やぶき ねね）       | 2006年1月3日（19歳）   | A型    |                                                 |

### 元メンバー
| 名前                           | 誕生日                 | 血液型 | 備考       |
| ------------------------------ | ---------------------- | ------ | ---------- |
| LIM.                           | 2000年12月12日（24歳） | A型    | - リーダー |
| RIRIKA.                        | 2001年3月22日（24歳）  | A型    | - リーダー |
| NANOHA.                        | 2001年11月5日（23歳）  | O型    |            |
| SATSUKI.                       | 2001年5月14日（24歳）  | B型    |            |
| AI.                            | 2002年3月1日（23歳）   | AB型   |            |
| 藤澤ひより （ふじさわ ひより） | 2002年10月14日（22歳） |        |            |
| 竹本あいり （たけもと あいり） | 2001年11月6日（23歳）  | O型    |            |

## 作品

### ミュージックカード
| タイトル                      | 発売日        |
| ----------------------------- | ------------- |
| エンジェルver.                | 2015年5月16日 |
| デビルver.                    | 2015年5月16日 |
| ココロカラ/おんなのこけいさつ | 2015年8月13日 |

### デジタルコンテンツ写真集カード
| タイトル                                                                              | 発売日         |
| ------------------------------------------------------------------------------------- | -------------- |
| 2015.9.27 Devil ANTHEM. 1stワンマンライブ 〜キミのハートを征服中〜                    | 2015年9月27日  |
| 2015.9.27 Devil ANTHEM. 1stワンマンライブ 〜キミのハートを征服中〜 アマゾン限定発売用 | 2015年10月19日 |
| 2015.12.27 Devil ANTHEM. 1st Anniversary ワンマンライブ                               | 2015年12月27日 |
| 「"L"oad to 4.3」限定販売 Devil ANTHEM.自撮り写真集                                   | 2016年2月6日   |

## ライブ

### ワンマン
| 公演名                                                                                                  | 日程     | 場所                     | 備考   |
| 2015年                                                                                                  | 2015年   | 2015年                   | 2015年 |
| --- | -------- | ------------------------ | ------ |
| Devil ANTHEM. ワンマンライブ〜キミのハートを征服中〜                                                    | 9月27日  | 新宿 RUIDO K4            |        |
| Devil ANTHEM. 1st Anniversary LIVE                                                                      | 12月27日 | 渋谷 TSUTAYA O-nest      |        |
| 2016年                                                                                                  |          |                          |        |
| Devil ANTHEM. 東阪ONE MAN LIVE 「Raphel→Michael」                                                       | 3月27日  | 大阪 NAMBA Mele          |        |
| Devil ANTHEM. 東阪ONE MAN LIVE 「Raphel→Michael」                                                       | 4月3日   | 渋谷 eggman              |        |
| Devil ANTHEM. 2nd Anniversary ONE MAN LIVE「EASTER」                                                    | 12月28日 | 渋谷 TSUTAYA O-WEST      |        |
| 2017年                                                                                                  |          |                          |        |
| Devil ANTHEM. ワンマンライブ「confusion」                                                               | 7月9日   | 下北沢 SHELTER           |        |
| Devil ANTHEM. ワンマンライブ「冬の聖歌祭り」                                                            | 11月12日 | 下北沢 GARDEN            |        |
| 2018年                                                                                                  |          |                          |        |
| Devil ANTHEM. 春の東名阪ONE MAN TOUR「桜前線ツアーだったら花吹雪」                                      | 4月7日   | 梅田 Shangri-La          |        |
| Devil ANTHEM. 春の東名阪ONE MAN TOUR「桜前線ツアーだったら花吹雪」                                      | 4月8日   | RAD HALL                 |        |
| Devil ANTHEM. 春の東名阪ONE MAN TOUR「桜前線ツアーだったら花吹雪」                                      | 4月14日  | SOUND MUSEUM VISION      |        |
| Devil ANTHEM. ONE MAN LIVE「THE NEXT STAGE」                                                            | 9月30日  | 代官山 UNIT              |        |
| Devil ANTHEM. ONE MAN LIVE「Enter awake mode」                                                          | 12月16日 | SHINJUKU BLAZE           |        |
| 2019年                                                                                                  |          |                          |        |
| Devil ANTHEM. 春の東名阪ONE MAN TOUR 2019「春花咲カセル時キタル」                                       | 4月6日   | RAD HALL                 |        |
| Devil ANTHEM. 春の東名阪ONE MAN TOUR 2019「春花咲カセル時キタル」                                       | 4月7日   | ROCK TOWN                |        |
| Devil ANTHEM. 春の東名阪ONE MAN TOUR 2019「春花咲カセル時キタル」                                       | 4月21日  | 渋谷 TSUTAYA O-WEST      |        |
| Devil ANTHEM. ONEMAN LIVE 「It's a brand new day」                                                      | 11月17日 | 渋谷 CLUB QUATTRO        |        |
| Devil ANTHEM. 5th Anniversary ONEMAN LIVE ”未来とは、今である～The future is now.～”                    | 12月28日 | 渋谷 WWW X               |        |
| 2020年                                                                                                  |          |                          |        |
| Devil ANTHEM. “Revenge” ONEMAN LIVE「待たせたな!Veats!!」                                               | 2月23日  | Veats Shibuya            |        |
| Devil ANTHEM. Hang Out With Sound TOUR                                                                  | 7月18日  | TSUTAYA O-WEST           |        |
| Devil ANTHEM. Hang Out With Sound TOUR                                                                  | 7月23日  | RAD HALL                 |        |
| Devil ANTHEM. Hang Out With Sound TOUR                                                                  | 8月8日   | HIROSHIMA CLUB QUATTRO   |        |
| Devil ANTHEM. Hang Out With Sound TOUR                                                                  | 8月16日  | OSAKA MUSE               |        |
| Devil ANTHEM. Hang Out With Sound TOUR FINAL 東京追加公演                                               | 9月21日  | duo MUSIC EXCHANGE       |        |
| Devil ANTHEM. 6th Anniversary ONE MAN LIVE 「デビタゴン祭」                                             | 12月24日 | 新木場 Studio Coast      |        |
| 2021年                                                                                                  |          |                          |        |
| Devil ANTHEM. SPRING TOUR 2021 「Our Time Is Coming」                                                   | 3月28日  | 東京 TSUTAYA O-WEST      |        |
| Devil ANTHEM. SPRING TOUR 2021 「Our Time Is Coming」                                                   | 5月1日   | 広島 CLUB QUATTRO        |        |
| Devil ANTHEM. SPRING TOUR 2021 「Our Time Is Coming」                                                   | 5月3日   | 名古屋 ReNY limited      |        |
| Devil ANTHEM. SPRING TOUR 2021 「Our Time Is Coming」                                                   | 5月16日  | 大阪 OSAKA MUSE          |        |
| Devil ANTHEM. SPRING TOUR 2021 「Our Time Is Coming」                                                   | 6月5日   | 東京 Shinjuku BLAZE      |        |
| Devil ANTHEM. SPRING TOUR 2021 「Our Time Is Coming 東京追加公演」                                      | 8月5日   | 恵比寿LIQUIDROOM         |        |
| Devil ANTHEM. 7th Anniversary ONE MAN LIVE「デビタゴン祭2021」                                          | 12月24日 | USEN STUDIO COAST        |        |
| 2022年                                                                                                  |          |                          |        |
| Devil ANTHEM. SPRING TOUR 2022                                                                          | 4月3日   | 大阪 Music Club JANUS    |        |
| Devil ANTHEM. SPRING TOUR 2022                                                                          | 4月9日   | 福岡 BEAT STATION        |        |
| Devil ANTHEM. SPRING TOUR 2022                                                                          | 4月24日  | 名古屋 ReNY limited      |        |
| Devil ANTHEM. SPRING TOUR 2022                                                                          | 4月29日  | 広島 CLUB QUATTRO        |        |
| Devil ANTHEM. SPRING TOUR 2022                                                                          | 5月4日   | 仙台 Rensa               |        |
| Devil ANTHEM. SPRING TOUR 2022                                                                          | 5月13日  | 東京 Spotify O-EAST      |        |
| Devil ANTHEM. SPRING TOUR 2022 大阪追加公演                                                             | 5月15日  | UMEDA CLUB QUATTRO       |        |
| Devil ANTHEM. SPRING TOUR 2022 東京追加夏公演 燃晩夏                                                    | 9月25日  | 東京 EX THEATER ROPPONGI |        |
| Devil ANTHEM. 8th Anniversary ONE MAN LIVE 「でび野音祭2022」                                           | 12月4日  | 日比谷公園大音楽堂       |        |
| 2023年                                                                                                  |          |                          |        |
| Devil ANTHEM. SPRING TOUR 2023                                                                          | 3月26日  | 東京 Spotify O-WEST      |        |
| Devil ANTHEM. SPRING TOUR 2023                                                                          | 4月1日   | 福岡 BEAT STATION        |        |
| Devil ANTHEM. SPRING TOUR 2023                                                                          | 4月2日   | 広島 CLUB QUATTRO        |        |
| Devil ANTHEM. SPRING TOUR 2023                                                                          | 4月30日  | 仙台 Rensa               |        |
| Devil ANTHEM. SPRING TOUR 2023                                                                          | 5月7日   | 愛知 DIAMOND HALL        |        |
| Devil ANTHEM. SPRING TOUR 2023                                                                          | 6月17日  | 大阪 BIGCAT              |        |
| Devil ANTHEM. SPRING TOUR 2023 FINAL東京公演「晩春到夏～春終わり夏来たる日～                            | 6月27日  | 東京 Zepp Shinjuku       |        |
| Devil ANTHEM. 9th Anniversary ONE MAN LIVE 「陽花歌歌」                                                 | 12月29日 | TOKYO DOME CITY HALL     |        |
| 2024年                                                                                                  |          |                          |        |
| Devil ANTHEM. 10th Anniversary Year SPRING→SUMMER TOUR 2024                                             | 3月10日  | 東京 日比谷公園大音楽堂  |        |
| Devil ANTHEM. 10th Anniversary Year SPRING→SUMMER TOUR 2024                                             | 4月7日   | 福岡 DRUM Be-1           |        |
| Devil ANTHEM. 10th Anniversary Year SPRING→SUMMER TOUR 2024                                             | 4月21日  | 東京 Spotify O-WEST      |        |
| Devil ANTHEM. 10th Anniversary Year SPRING→SUMMER TOUR 2024                                             | 4月28日  | 宮城 Rensa               |        |
| Devil ANTHEM. 10th Anniversary Year SPRING→SUMMER TOUR 2024                                             | 5月4日   | 広島 CLUB QUATTRO        |        |
| Devil ANTHEM. 10th Anniversary Year SPRING→SUMMER TOUR 2024                                             | 5月6日   | 大阪 心斎橋BIGCAT        |        |
| Devil ANTHEM. 10th Anniversary Year SPRING→SUMMER TOUR 2024                                             | 5月18日  | 北海道 小樽 GOLDSTONE    |        |
| Devil ANTHEM. 10th Anniversary Year SPRING→SUMMER TOUR 2024                                             | 5月25日  | 東京 恵比寿CreAto        |        |
| Devil ANTHEM. 10th Anniversary Year SPRING→SUMMER TOUR 2024                                             | 5月26日  | 東京 恵比寿CreAto        |        |
| Devil ANTHEM. 10th Anniversary Year SPRING→SUMMER TOUR 2024                                             | 6月8日   | 愛知 DIAMOND HALL        |        |
| Devil ANTHEM. 10th Anniversary Year SPRING→SUMMER TOUR 2024 FINAL TOKYO「十年十夏（じゅうねんとなつ）」 | 6月11日  | 東京 Zepp DiverCity      |        |

## 出演

### テレビ
- アイドル魂なだれ坂ロック!（2016年12月25日、BSジャパン）
- デルサタ（2018年5月5日、名古屋テレビ）
- 開運音楽堂（2018年5月26、TBSテレビ）
- Music B.B.（2018年11月26日 - 2018年12月2日）
- 開運音楽堂（2019年1月12日、TBSテレビ）
- Music B.B.（2019年9月30日 - 2019年10月6日）
- Music B.B.（2019年10月7日 - 2019年10月13日）
- 開運音楽堂（2019年11月2日、TBSテレビ）
- @JAM TV powered by LIVE DAM Ai（2019年12月22日、日テレプラス ）
- @JAM TV powered by LIVE DAM Ai（2020年3月23日、日テレプラス）
- うたなび！（2020年4月13日 - 2020年4月19日、TOKYO MX他）
- Music B.B.（2020年10月12日 - 2020年10月18日）
- Music B.B.（2020年10月19日 - 2020年10月25日）
- Music B.B.（2021年3月8日 - 2020年3月14日）
- バズリズム（2022年7月22日、日本テレビ）
- 関内エビル（2022年7月22日、テレビ神奈川）
- チーキーズGIFT〜夏〜（2022年8月3日、BSよしもと）
- 開運音楽堂（2022年8月13日、TBSテレビ）
- BomberE（2022年8月23日、名古屋テレビ）
- iの流儀（2022年10月25日 - 2020年10月28日、テレビ東京）
- Tune（2022年11月11日、フジテレビ）
- BomberE（2022年12月20日、名古屋テレビ）

### ネット配信
- Devil ANTHEM.（2014年12月26日、SHOWROOM）
- Devil ANTHEM.（2015年12月2日、SHOWROOM）
- DMM.yellの公式生放送チャンネル DMM.yell（2016年2月15日、DMM.yell ）
- Devil ANTHEM.（2017年4月5日、SHOWROOM）
- です。ラビッツ チャンネル!（2017年4月12日、ニコニコ生放送）
- けやき坂アベニュー（2017年10月15日、AbemaTV）
- ＠JAM応援宣言！「＠JAM THE WORLD（2019年5月27日、SHOWROOM）

### ラジオ
- DJ Tomoaki's Radio Show!（2015年5月28日、下北FM SFMホール（スタジオベイド下北沢店））
- スタートゲート（2015年6月1日、文化放送 浜松町・文化放送１Fサテライトスタジオ）
- i Meet Up!（2015年8月2日、FM NACK5 HMV大宮アルシェ店内スタジオアルシェ）
- i Meet Up!（2016年6月12日、FM NACK5 HMV大宮アルシェ店内スタジオアルシェ）
- 上月せれなのラジオモンスター（2017年12月12日、FM FUJI）
- Fine!!（2018年5月3日、TBSラジオ）
- 中澤卓也のMUSIC HOUR！（2018年5月27日、BSN新潟放送）
- Oshi☆Men Fun Club（2018年6月3日、@FM）
- HITS! THE TOWN（2018年6月9日、FM NACK5 HMV大宮アルシェ店内スタジオアルシェ）
- 上月せれなのラジオモンスター（2018年11月20日、FM FUJI）
- Fine!!（2018年12月1日、TBSラジオ）
- Fine!!（2018年12月8日、TBSラジオ）
- イケてるハーツの「TAKE UR HEARTs（2019年3月28日、ShibuyaCross-FM）
- 中澤卓也のMUSIC HOUR！（2019年5月19日、BSN新潟放送）
- Fine!!（2019年6月8日、TBSラジオ）
- Fine!!（2019年6月15日、TBSラジオ）
- かなみんジャンプRadio♪（2019年9月9日、FM NACK5）
- かなみんジャンプRadio♪ （2019年9月16日、FM NACK5）
- WEEKEND COLOR （2020年3月21日、FM PORT）
- 中澤卓也のMUSIC HOUR！（2020年4月18日 - 2020年4月21日、BSN新潟放送）
- ギュウゾウとPinokkoの雷ヘッドライナー（2020年7月12日、RADIO BERRY）
- ギュウゾウとPinokkoの雷ヘッドライナー（2020年7月19日、RADIO BERRY）
- 恩田快人ETERNAL MUSIC（2020年9月5日、TBSラジオ）
- 恩田快人ETERNAL MUSIC（2020年9月12日、TBSラジオ）
- Devil ANTHEM.の「でびラジ（2021年7月6日 - 、FM FUJI）

## 書籍

### 写真集
- 水野瞳 ファースト写真集『AKIRA』（2024年11月26日、扶桑社）[64]

### 雑誌
- TRASH-UP!! vol.21（2015年1月31日、トラッシュアップ）
- Top Yell 2015年9月号（2015年8月6日、竹書房）
- grils! vol.45（2015年9月11日、双葉社）
- HR 2016年07月号（2016年6月8日、株式会社グラフィティ）
- 週刊プレイボーイ 2016年 8/8 号（2016年7月25日、集英社）
- IDOL FILE Vol.02（2017年2月17日、シンコーミュージック）
- IDOL FILE SPECIAL BOOK すっぴん！アイドル (2018年3月9日、シンコーミュージック)
- Top Yell NEO～Graduation～ (2018年3月26日、竹書房)
- IDOL FILE Vol.09 TOKYO 1 (2018年6月15日、シンコーミュージック)
- BLODY 2019年6月号 (2019年4月23日、白夜書房)
- ギュウ農フェスクロニクル vol.2-A (2019年11月27日、te-ge)